# Letní olympijské hry 2032
Letní olympijské hry 2032, oficiálně Hry XXXV. olympiády (anglicky Games of the XXXV Olympiad), se budou konat v australském Brisbane. Slavnostní zahájení proběhne 23. července 2032 a zakončení se uskuteční 8. srpna 2032.
Brisbane se stane třetím australským městem, ve kterých se odehrály olympijské hry. V roce 1956 se olympiáda konala v prvním australském městě Melbourne pořádaná společně se Stockholmem, protože kvůli povinné půlroční karanténě, předepsané australskými zákony pro zahraniční koně, se disciplíny v jezdectví odehrály ve Stockholmu. Druhým městem bylo Sydney, která hostila olympiádu v roce 2000.

## Volba pořadatele
Dne 24. června 2019 byl na 134. zasedání MOV v Lausanne schválen nový výběrový proces, aby se snížily náklady na přípravu projektů a kampaně uchazečů. Celá procedura je kratší, takže vybraný pořadatel má více času na přípravu. Klíčové návrhy, které vycházejí z příslušných doporučení Olympijské Agendy 2020, jsou:
- Navázat trvalý a nepřetržitý dialog s cílem prozkoumat a vyvolat zájem měst / regionů / států a národních olympijských výborů o jakoukoli olympijskou událost
- Vytvořit dvě budoucí hostitelské komise (letní a zimní hry), které budou sledovat zájem o budoucí olympijské akce a budou podávat zprávy výkonné radě MOV.
- Poskytněte větší vliv zasedání MOV tím, že necháte členy nevýkonných orgánů působit v budoucích hostitelských výborech a komisí.

MOV také upravil olympijskou chartu, aby zvýšil její flexibilitu tím ,že odstranil datum voleb ze sedmi let před hrami a změnou hostitele z jednoho města, regionu, země na více měst, regionů nebo zemí.
Podle zadávací dokumentace „Future Host Commission“ s pravidly chování je nový nabídkový systém MOV rozdělen do dvou fází dialogu: 
- Kontinuální dialog: Nezávazné diskuse mezi MOV a zúčastněnými stranami (město / region / země / národní olympijský výbor se zájmem o hostování) týkající se pořádání budoucích olympijských akcí.
- Cílený dialog: Cílené diskuse s jednou nebo více zúčastněnými stranami (tzv. Preferovanými hostiteli) podle pokynů výkonné rady M.O.V. Vyplývá to z doporučení budoucí hostitelské komise v důsledku průběžného dialogu.

### Zainteresovaní kandidáti
- Ahmadábád, Indie
- Brisbane, Austrálie
- Budapešť, Maďarsko
- Dauhá, Katar
- Jakarta, Indonésie
- Madrid, Španělsko
- Porýní-Porúří, Německo

Dne 24. února 2021 MOV ze závěrů komise vybral jako preferovaného kandidáta pro vyjednávání o pořádání letní olympiádě v roce 2032 australský Brisbane. Tato kandidatura měla výhodu v tom, že řada budoucích olympijských sportovišť už existuje, v době her by zde mělo být příjemné počasí a má už zkušenost s pořádáním velkých sportovních akcí, kdy v roce 2018 hostilo město Gold Coast s  australským státem Queensland Hry Commonwealthu.
Na 138. zasedání MOV v Tokiu byl 21. července 2021 za pořadatele Letních olympijských her 2032 zvolen se 72 hlasů australský Brisbane.
| Město    | Země      | Pro | Proti | Zdrželi se |
| -------- | --------- | --- | ----- | ---------- |
| Brisbane | Austrálie | 72  | 5     | 3          |

## Olympijská sportoviště

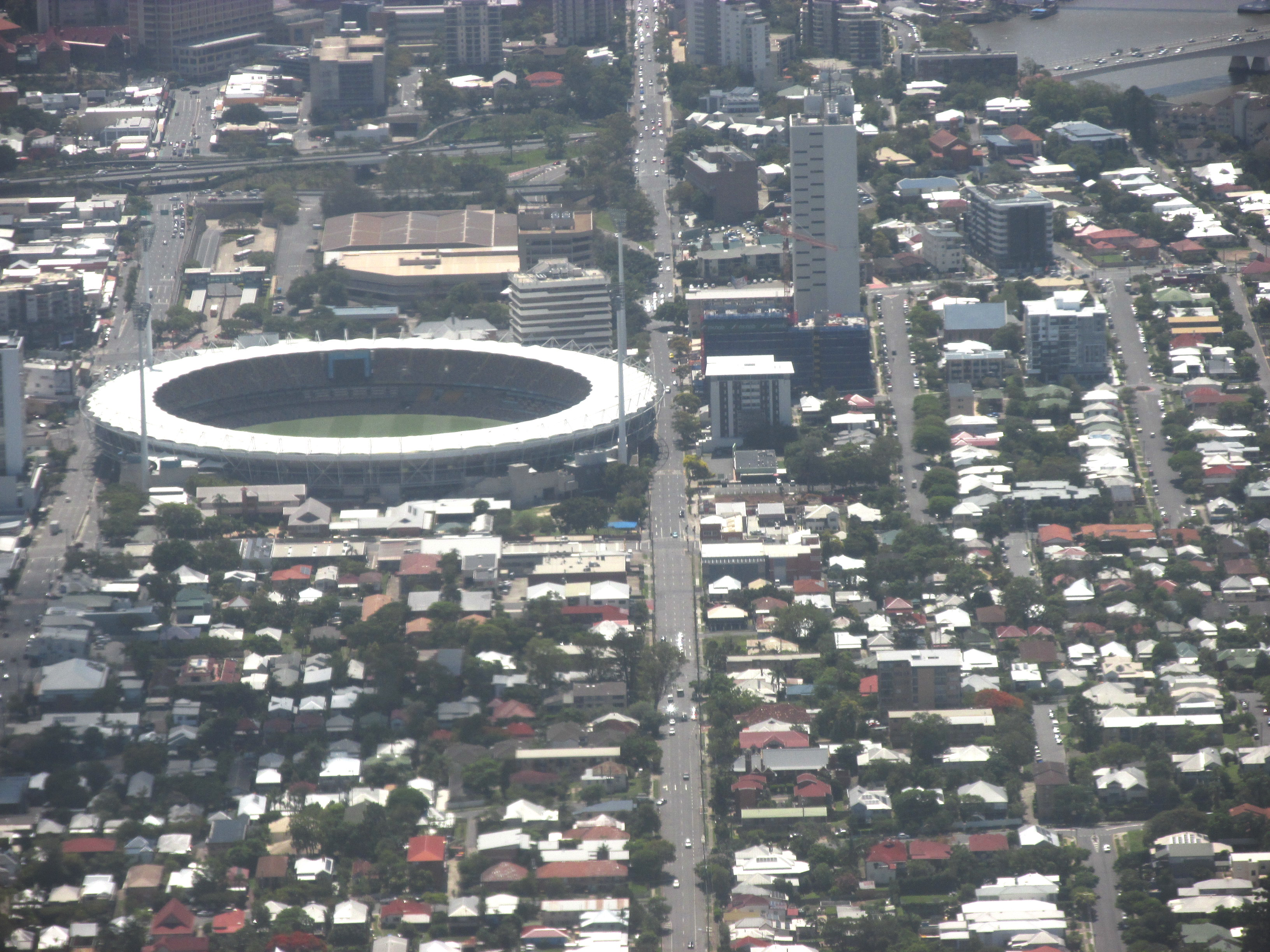
The Gabba

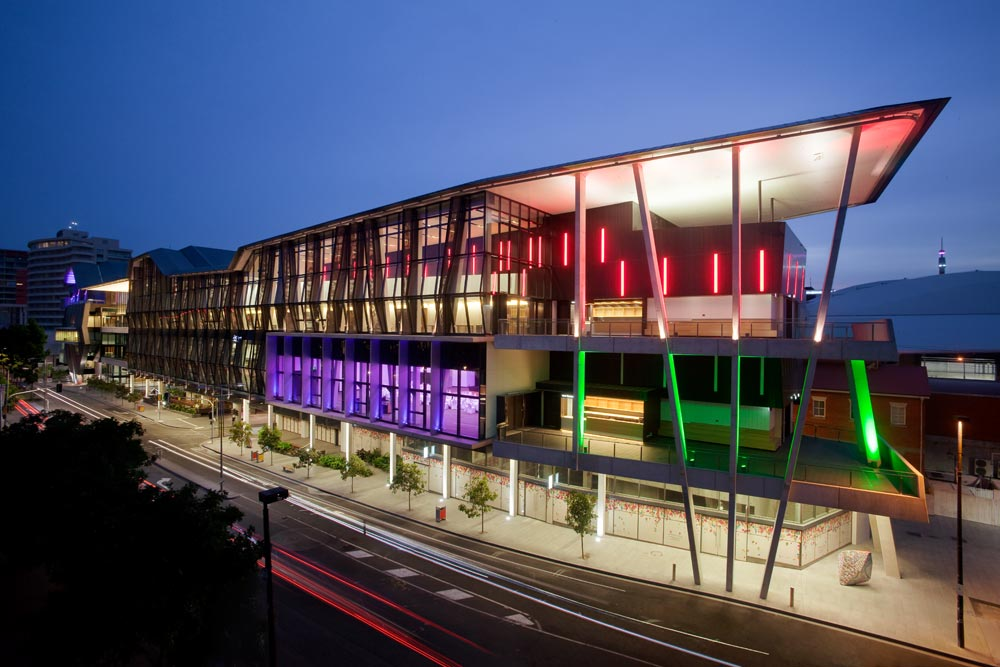
Brisbane Convention & Exhibition Centre

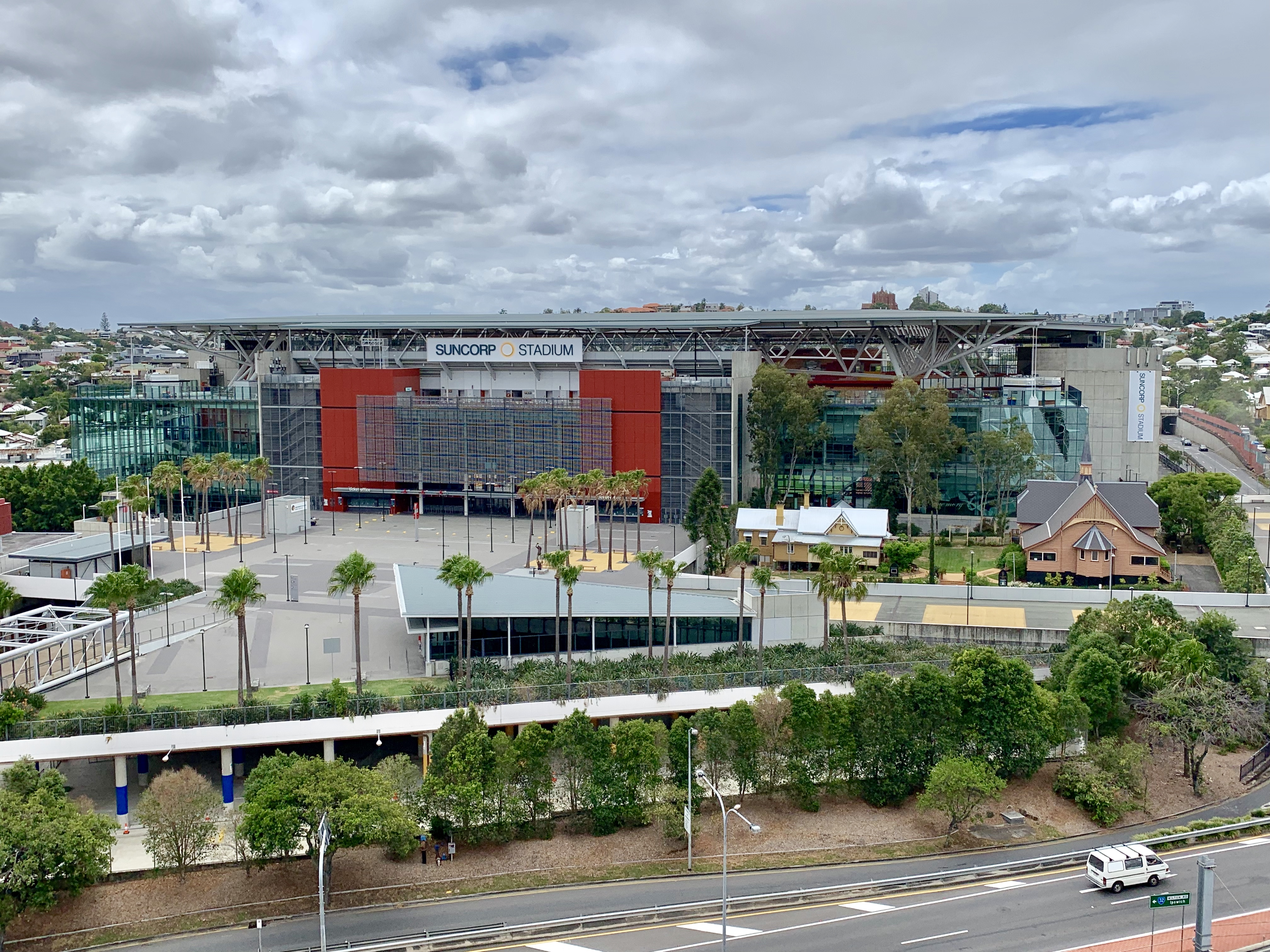
Lang Park

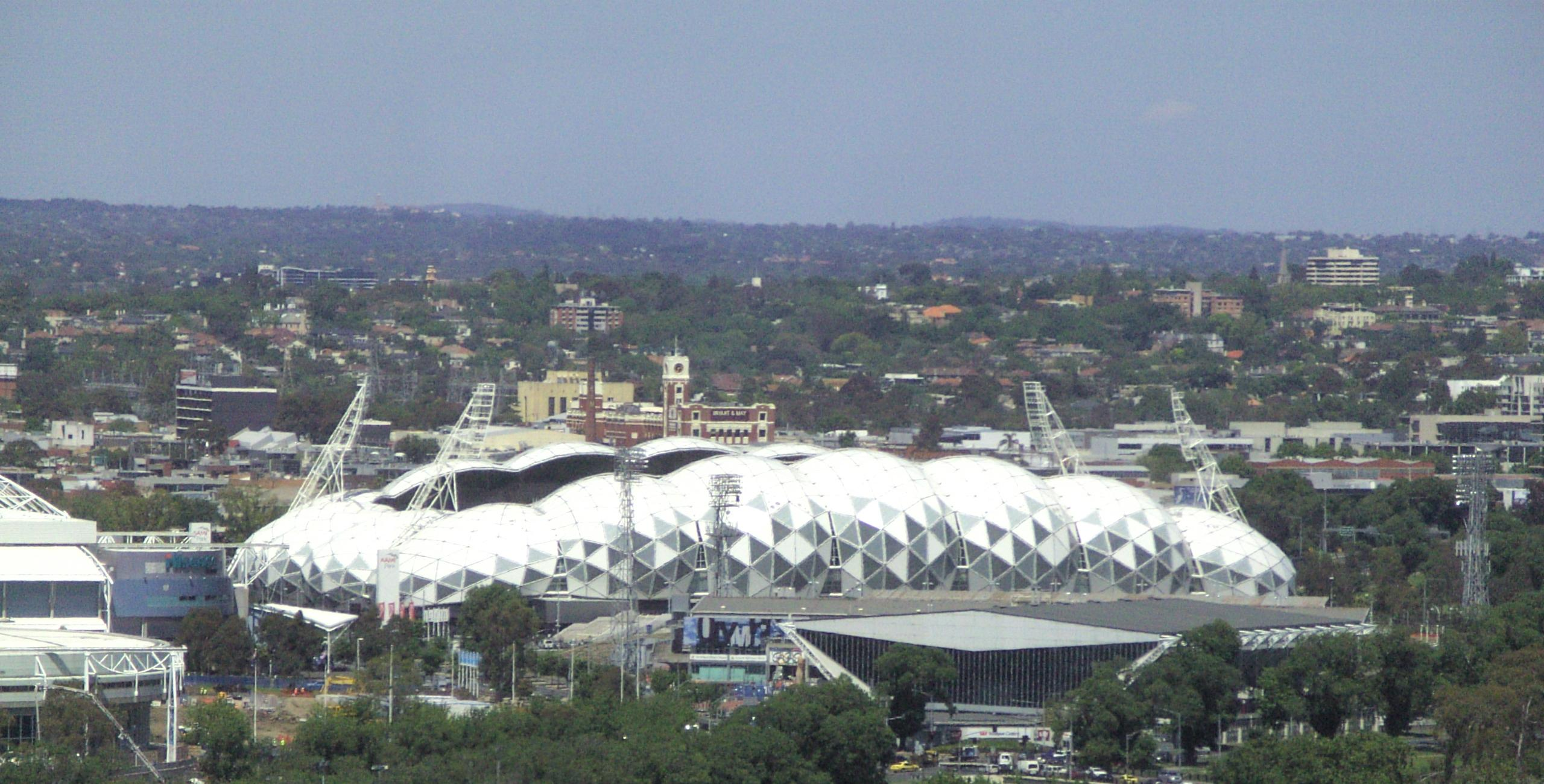
Melbourne Rectangular Stadium

### Brisbane
- The Gabba: slavnostní zahájení a zakončení LOH 2032, atletika
- Brisbane Convention & Exhibition Centre: badminton, šerm, stolní tenis, taekwondo
- South Bank Piazza: basketbal 3x3
- South Bank Parklands: lukostřelba
- Brisbane Live Arena: plavání/plavání a vodní pólo
- Lang Park: fotbal, ragby
- Brisbane Showgrounds: jezdectví
- Victoria Park: cyklistika/BMX, jezdectví/
- Ballymore Stadium: pozemní hokej
- Brisbane City Indoor Sports Centre: basketbal
- Sleeman Centre: gymnastika, cyklistika/dráhová a BMX, plavání/potápění, synchronizované plavání a vodní pólo, střelba
- Brisbane Entertainment Centre: házena
- Moreton Bay Indoor Sports Centre: box
- Manly Boat Harbour: jachting
- Redland Whitewater Centre: kanoistika/slalom
- Queensland Tennis Centre: tenis
- Wyaralong Flatwater Centre: kanoistika/sprint, veslování
- Ipswich Stadium: moderní pětiboj

### Gold Coast
- Gold Coast Convention and Exhibition Centre: vzpírání, volejbal
- Broadbeach Park Stadium: plážový volejbal
- Gold Coast Sports and Leisure Centre: zápas, judo
- Royal Pines Resort: golf
- Southport Broadwater Parklands: triatlon, plavání/maratón
- Coomera Indoor Sports Centre: volejbal
- Robina Stadium: fotbal

### Sunshine
- Sunshine Coast Stadium: fotbal
- Sunshine Coast Indoor Sports Centre: basketbal
- Alexandra Headland: cyklistika/silniční, atletika/maratón a rychlá chůze, jachting/Kiteboarding
- Sunshine Coast Mountain Bike Centre: cyklistika/horská

### Fotbalové stadiony
- North Queensland Stadium – Townsville: fotbal
- Barlow Park – Cairns: fotbal
- Clive Berghofer Stadium – Toowoomba: fotbal
- Sydney Football Stadium (2022) – Sydney: fotbal
- Melbourne Rectangular Stadium – Melbourne: fotbal

## Soutěže

### Sportovní odvětví
| - Atletika - Badminton - Basketbal - Box - Cyklistika - Fotbal - Golf - Gymnastika | - Házená - Jachting - Jezdectví - Judo - Kanoistika - Lukostřelba - Moderní pětiboj - Plavání | - Plážový volejbal - Pozemní hokej - Ragby - Skoky do vody - Stolní tenis - Sportovní střelba - Synchronizované plavání - Šerm | - Taekwondo - Tenis - Triatlon - Veslování - Vodní pólo - Volejbal - Vzpírání - Zápas |